# Петер Нортхуг
Петер Нортхуг (на норвежки: Petter Northug, роден на 6 януари 1986) е норвежи ски бегач, двукратен олимпийски шампион, тринадесеткратен световен шампион, двукратен носител на световната купа, победител в Тур дьо Ски 2015 г. Известен е с изключително силния си финален спринт особено в свободния стил.

## Кариера
Още в ранните си години, Нортхуг е считан за бъдеща звезда. Печели шест световни титли при младежите. Първите му два златни медала са през сезон 2004/05 в преследването и 10 km свободен стил в Рованиеми след това през 2005/06 в Кран печели на 10 km класически стил, преследване, спринт и щафета. Така Нортхуг става първият носител на пет индивидуални златни медала от световните първенства по ски бягане за младежи. През 2005/06 печели двойното преследване в националния шампионат на Норвегия побеждавайки Фроде Естил с 1.9 сек. и става първият младеж печелил норвежкия шампионат.
През сезоните 2004/05 и 2005/06 участва в състезанията за Континенталната купа където постига четири победи и две втори места.
Първият му старт за Световната купа през сезон 2004/05 в Драмен където завършва 35-и в спринта а от 2005/06 участва редовно. Нортхуг печели първата си титла в за Световната купа при мъжете на преследване във Фалун. Там той финишира пръв пред носителите на купата за 2005/06 Тобиас Ангерер и 2004/05 Аксел Тайхман, които завършват втори и трети. В последното състезание за годината печели второ място губейки от Матиас Фредриксон с 3.8 сек. Завършва на 14-о място в генералното класиране за Световната купа.
Нортхуг печели първия си златен медал от световно първенство в Сапоро 2007 с норвежката щафета на 4x10 km. Печели още три златни медала на световното първенство в Либерец 2009 на 15 km + 15 km двойно преследване, 4x10 km щафета и 50 km масов старт.
Завършва втори в генералното класиране за Световната купа през сезон 2008/09 спечелена от Дарио Колоня
Завършва на разочароващото 41-во място в първия старт по ски бягане на Олимпиадата във Ванкувър. След това печели последователно бронзов медал в спринта и първия си златен олимпийски медал в отборния спринт заедно с Ойстен Петерсен.
В щафетата 4x10 km изиграва ключова роля за спечелването на сребърния медал за Норвегия. Нортхуг поема щафетата на последния четвърти пост от третия Ларс Бергер с изоставане на 37.5 сек. от водещата група. Въпреки това с невероятно бърз финален спринт Нортхуг успява да изпревари щафетите на Франция и Чешката репуплика и да финишира втори.
Печели златен медал и в бягането на 50 km класически стил. Само десетина дни по-късно Нортхуг печели и на 50 km свободен стил на престижното състезание в Холменколен като по този начин става вторият печелил на 50 km на олимпиада, световно първенство и в Холменколен в един сезон след шведа Гунде Сван през 1988 г. През декември 2018 година Петер Нортхук решава да прекрати своята състезателна кариера.